# 디판
《디판》(Dheepan)은 2015년 프랑스의 범죄 드라마 영화이다. 자크 오디아르가 감독을 맡았으며 오디아르, 토마스 비더게인, 노아 드브레가 공동 각본을 맡았다. 영화는 몽테스키외의 《페르시아인의 편지》에서 부분적으로 영감을 얻었으며, 2015년 칸 영화제에서 황금종려상을 수상하였다.

## 줄거리
시바다산은 스리랑카 내전 말기의 타밀 타이거 병사이다. 무력 분쟁이 해결되고 그의 편이 패배하자 그는 난민 캠프로 이동해야 했다. 그곳에서 그는 새로운 삶을 시작하기 위해 프랑스로 이주하기로 결심한다. 그러나 정치적 망명을 얻으려면 설득력 있는 위장 스토리가 필요했다. 그는 죽은 남자, 디판 나타라잔의 여권을 받고, 겨우 아는 사람들과 함께 그의 가족으로 위장한다. 그의 아내로 가장한 얄리니와 9살 딸로 가장한 일라야알과 함께 그들은 파리행 배에 오른다.
도착 후, 그는 거주 관리인으로 일자리를 얻고 르 프레라는 방리외 주거 프로젝트에서 새로운 삶을 시작한다. 그는 마약상들이 통제하는 거친 주거 프로젝트의 관리인이 된다(촬영은 교외 도시 푸아시의 평화로운 라 쿠드레 프로젝트에서 진행되었다). 새로운 집은 그에게 또 다른 분쟁 지역이 된다. 경쟁 마약 갱단 간의 총격전은 얄리니와 일라야알이 어머니와 딸로서의 역할에 적응하려고 노력하는 동안 그들을 공포에 떨게 한다. 얄리니는 지역 마약 왕의 아버지에게 간병인으로 취직하라는 압력을 받는다.
시바다산은 그를 둘러싼 혼란에도 불구하고 자신의 임무를 수행하지만 싸움에 휘말린다. 절정의 총격전에서 교차 사격을 받으면서 시바다산의 잠재된 전투 준비 태세가 다시 나타나고, 그는 권총, 마체테, 드라이버만으로 홀로 전체 갱단을 파괴한다. 그는 피로 물든 상사의 아파트에서 얄리니를 구한다. 결국 그들은 모두 영국으로 이주하여 진정한 평화를 찾는다.

## 출연

### 주연
- 제수타산 안토니타산
- 칼리스와리 스리니바산
- 클로딘 비나시탐비
- 빈센트 로티어스
- 마크 진가

### 조연
- 파우지 벤사이디
- 베스 뎀
- 조시핀 드 모
- 쟝-밥티스트 푸유

## 기타
- 음향: 다니엘 소프리노
- 믹싱: 시릴 홀츠
- 믹싱: 데미안 라제리니